# Movileanca
Movileanca – wieś w Rumunii, w okręgu Jałomica, w gminie Rădulești. W 2011 roku liczyła 36 mieszkańców.